# タヒチの男
『タヒチの男』（Tendre Voyou）は1966年のフランスの映画。出演はジャン＝ポール・ベルモンドなど。
プレイボーイの振る舞いを描いたコメディタッチの作品となっている。

## キャスト
| 役名         | 俳優                       | 日本語吹き替え | 日本語吹き替え |
| 役名         | 俳優                       | NET版          | TBS版          |
| ------------ | -------------------------- | -------------- | -------------- |
| トニー       | ジャン＝ポール・ベルモンド | 前田昌明       | 原田大二郎     |
| ミュリエル   | ミレーヌ・ドモンジョ       |                | 神保共子       |
| ミーナ       | ナージャ・ティラー         |                |                |
| ボブ         | ジャン＝ピエール・マリエル |                |                |
| ガブリエル   | フィリップ・ノワレ         |                |                |
| ベアトリス   | ジュヌヴィエーヴ・パージュ |                |                |
| ベロニク     | ステファニア・サンドレッリ |                |                |
| ベロニクの父 | マルセル・ダリオ           |                |                |

- NET版：初回放送1969年10月18日『土曜映画劇場』
- TBS版：初回放送1973年4月16日『月曜ロードショー』

## スタッフ
- 監督：ジャン・ベッケル
- 脚本：アルベール・シモナン、ジャン・ベッケル
- 撮影：エドモン・セシャン
- 編集：モニーク・キルサノフ
- 音楽：ミシェル・ルグラン